# Лахонин, Вениамин Иванович
Вениамин Иванович Лахонин (1911—1941) — советский военнослужащий, штурман авиационной эскадрильи 22-го дальнебомбардировочного авиационного полка (81-я дальнебомбардировочная авиационная дивизия), капитан, участник Великой Отечественной войны, Герой Советского Союза (1941).

## Биография
Вениамин Лахонин родился 28 июля 1911 года в посёлке Рассказово (ныне — город в Тамбовской области). После окончания семи классов школы и лесного техникума в Ораниенбауме Ленинградской области работал в научно-исследовательском институте лесного хозяйства. В ноябре 1933 году Лахонин был призван на службу в Рабоче-крестьянскую Красную Армию. Окончил полковую школу, Харьковскую военную авиационную школу лётчиков (в 1937 году), школу лётчиков-наблюдателей. Кандидат в члены ВКП(б) с 1940 года. С августа 1941 года на фронтах Великой Отечественной войны был штурманом эскадрильи 22-го дальнебомбардировочного авиаполка 81-й дальнебомбардировочной авиадивизии АДД СССР.
В августе-сентябре 1941 года Лахонин в составе группы майора Щелкунова три раза водил группы самолётов на ночные бомбардировки Берлина, успешно выполнив в рамках операции «Берлин» поставленную перед ним задачу.
Указом Президиума Верховного Совета СССР от 16 сентября 1941 года за «образцовое выполнение боевых заданий командования на фронте борьбы с германским фашизмом и проявленные при этом отвагу и геройство» лейтенант Вениамин Лахонин был удостоен высокого звания Героя Советского Союза с вручением ордена Ленина и медали «Золотая Звезда» за номером 516.
Был ранен на задании. Из госпиталя выписался 18 октября 1941 года. С октября 1941 — штурман авиационной эскадрильи 579-го дальнебомбардировочного авиационного полка (с декабря 1941 года — 751-го авиационного полка дальнего действия). Участвовал в обороне Москвы. Совершил несколько боевых вылетов на бомбардировщике Ил-4.
Сохранилось несколько писем с фронта семье — жене Таисии Степановне Меховой и сыну Анатолию.
22 декабря 1941 года Лахонин трагически погиб в авиакатастрофе вместе с сослуживцами 751-го ДБП в Подмосковье в районе Кунцево. Похоронен в Москве на Кунцевском кладбище.

## Память
В городе Рассказово Тамбовской области на здании школы № 1, в которой он учился, установлена мемориальная доска.